# أنا شيري دوت كوم (مسلسل)
أنا شيري دوت كوم هو مسلسل كوميدي مصري إنتاج عام 2019، المسلسل من بطولة سارة الشامي، بسنت شوقي، محمد مهران، لاشينة لاشين، نرمين زعزع وعماد رشاد. تم عرضه على منصة فيو.

## نبذه
شيري شابة لديها طموح كبير في الحياة وتسعى إلى النجاح، صديقاتها نورا وبسنت كل منهن لها شخصية مختلفة، أما مي فتعمل أخصائية في العلاقات العاطفية تنعكس شخصيتها المعقدة على من يستشيرها في مشاكله العاطفية، ورمزي شاب عصامي يعمل في كافيه يمتلكه والده تربطه علاقة عاطفية بشيري.

## طاقم العمل
- سارة الشامي بدور شيرين (شيري)
- بسنت شوقي بدور مي
- محمد مهران بدور رمزي
- لاشينة لاشين بدور شهيرة
- نرمين زعزع بدور سلوى
- عماد رشاد بدور محمود القاضي